# Challenger de Las Vegas 2022
El torneo Las Vegas Challenger 2022 fue un torneo de tenis perteneció al ATP Challenger Tour 2022 en la categoría Challenger 80. Se trató de la 7ª edición; el torneo tuvo lugar en la ciudad de Las Vegas (Estados Unidos), desde el 24 de octubre hasta el 30 de octubre de 2022 sobre pista dura al aire libre.

## Jugadores participantes del cuadro de individuales
| Favorito | País                      | Jugador              | Rank1 | Posición en el torneo    |
| -------- | ------------------------- | -------------------- | ----- | ------------------------ |
| 1        | Bandera de Estados Unidos | Denis Kudla          | 99    | Primera ronda            |
| 2        | Bandera de Estados Unidos | Steve Johnson        | 117   | Semifinales              |
| 3        | Bandera de Canadá         | Vasek Pospisil       | 121   | Primera ronda            |
| 4        | Bandera de Estados Unidos | Stefan Kozlov        | 133   | FINAL                    |
| 5        | Bandera de Argentina      | Juan Pablo Ficovich  | 143   | Cuartos de final, retiro |
| 6        | Bandera de Estados Unidos | Ben Shelton          | 159   | Segunda ronda            |
| 7        | Bandera de Argentina      | Facundo Mena         | 161   | Primera ronda            |
| 8        | Bandera de Estados Unidos | Aleksandar Kovacevic | 165   | Segunda ronda            |

- 1 Se ha tomado en cuenta el ranking del 17 de octubre de 2022.

### Otros participantes
Los siguientes jugadores recibieron una invitación (wild card), por lo tanto ingresan directamente al cuadro principal (WC):
- Alexander Cozbinov
- Cannon Kingsley
- Maxim Verboven

Los siguientes jugadores ingresan al cuadro principal tras disputar el cuadro clasificatorio (Q):
- Simon Carr
- Omni Kumar
- Aidan Mayo
- Alfredo Perez
- Jack Pinnington Jones
- Tennys Sandgren

## Campeones

### Individual Masculino
- Tennys Sandgren derrotó en la final a  Stefan Kozlov, 7–5, 6–3

### Dobles Masculino
- Julian Cash /  Henry Patten derrotaron en la final a  Constantin Frantzen /  Reese Stalder, 6–4, 7–6(1)